# Elophos andereggaria
Elophos andereggaria là một loài bướm đêm trong họ Geometridae.